# 2008–2009-es magyar női labdarúgó-bajnokság (másodosztály)
A magyar női labdarúgó-bajnokság másodosztályában 2008–2009-ben tizenkét csapat küzdött a bajnoki címért két csoportban. A bajnoki címet a Nyugati csoportban a Taksony SE, a Keleti csoportban az Újpesti TE szerezte meg és jutott az NB I-be.

## Végeredmény

### Nyugati csoport
| #  | Csapat                | M  | GY | D | V  | G+ – G– | GK   | P  | Megjegyzések |
| -- | --------------------- | -- | -- | - | -- | ------- | ---- | -- | ------------ |
| 1. | Taksony SE            | 24 | 22 | 2 | 0  | 135–11  | +124 | 68 | NB I         |
| 2. | Pécsi MFC             | 24 | 19 | 2 | 3  | 125–24  | +101 | 59 |              |
| 3. | Soproni FAC           | 24 | 11 | 2 | 11 | 56–63   | −7   | 35 |              |
| 4. | Fészek Csempebolt NFK | 24 | 7  | 3 | 14 | 33–99   | −66  | 24 |              |
| 5. | Veszprém              | 24 | 5  | 0 | 19 | 40–103  | −63  | 15 |              |
| 6. | Dorogi Egyetértés SE  | 24 | 4  | 2 | 18 | 30–112  | −82  | 14 |              |
| 7. | Völgységi NSE         | 0  | 0  | 0 | 0  | 0–0     | 0    | 0  | visszalépett |

### Keleti csoport
| #  | Csapat                | M  | GY | D | V  | G+ – G– | GK  | P  | Megjegyzések |
| -- | --------------------- | -- | -- | - | -- | ------- | --- | -- | ------------ |
| 1. | Újpesti TE            | 20 | 15 | 2 | 3  | 82–23   | +59 | 47 | NB I         |
| 2. | Hegyvidék SE          | 20 | 12 | 2 | 6  | 63–40   | +23 | 38 |              |
| 3. | Gyulai Amazonok       | 20 | 12 | 2 | 6  | 48–39   | +9  | 38 |              |
| 4. | Szegedi AK            | 20 | 6  | 3 | 11 | 35–40   | −5  | 21 |              |
| 5. | Nyíregyházi Kölyök SC | 20 | 6  | 2 | 12 | 31–53   | −22 | 20 |              |
| 6. | Nyíregyháza Spartacus | 20 | 2  | 3 | 15 | 19–83   | −64 | 9  |              |
| 7. | Csepel FC             | 0  | 0  | 0 | 0  | 0–0     | 0   | 0  | visszalépett |

## A góllövőlista élmezőnye
| Gól                                | Név             | Csapat     |
| ---------------------------------- | --------------- | ---------- |
| 34                                 | Szabó Boglárka  | Taksony SE |
| 33                                 | Nagy Lilla      | Pécsi MFC  |
| 23                                 | Godvár Katalin  | Pécsi MFC  |
| 22                                 | Hodován Edit    | Pécsi MFC  |
| 19                                 | Bozsik Brigitta | Taksony SE |
| Utolsó frissítés: 2009. június 30. |                 |            |
| Forrás:MLSZ adatbank               |                 |            |

| Gól                                | Név             | Csapat                           |
| ---------------------------------- | --------------- | -------------------------------- |
| 34                                 | Fogl Katalin    | Újpesti TE                       |
| 14                                 | Molnár Zoltánné | Gyulai Amazonok                  |
| 12                                 | Heidt Edina     | Gyulai Amazonok                  |
| 11                                 | Szűcs Ágota     | Hegyvidék SE (7), Újpesti TE (4) |
| 11                                 | Boros Edina     | Nyíregyházi Kölyök SC            |
| Utolsó frissítés: 2009. június 30. |                 |                                  |
| Forrás:MLSZ adatbank               |                 |                                  |